# Santa Magdalena de Rupit i Pruit
Santa Magdalena de Rupit i Pruit és una església de Rupit i Pruit (Osona) inclosa a l'Inventari del Patrimoni Arquitectònic de Catalunya.

## Descripció
Capella situada a la banda de migdia de la població i voltada per la riera de Rupit. Està orientada de tramuntana a migdia, és de planta de nau única i un absis quadrangular on s'obre una finestra rectangular. A la banda de ponent hi ha tres grossos contraforts sobre els quals s'aguanta una teuladeta que resguarda uns bancs adossats a la paret. A migdia hi ha la façana, amb un gran portal adovellat i una finestra d'arc de mig punt; al costat del portal hi ha una finestra rectangular. Al frontispici s'eleva un campanar d'escaleta que conserva les campanes. L'interior és de pedra vista, coberta amb volta de canó i arcs torals.
És construïda amb pedra unida amb morter i la part de la façana és arrebossada.
A ponent, on ara hi ha els contraforts, hi hagué un casal on residia l'ermità.

## Història
Aquesta capella, dedicada a Santa Magdalena, sembla una edificació del segle xvii malgrat que estigui construïda d'una forma arcaica que a vegades la fa confondre amb una edificació romànica. Les primeres notícies daten del 1660. Se sap que al 1687 en tenia cura l'artesà Rafel Simó i Quatrecases. S'hi feren algunes deixes testamentàries a les darreries del segle xvii i inicis del xviii i per una notícia de la consueta del 1790 se sap que el 22 de juliol, mitja hora després de sortir el sol, es cantava missa a la capella, i a la tarda completes. Segons el bisbe Corbella, que va visitar la capella a principis del segle xx, a l'altaret hi havia dues imatges de marbre del segle xv; una de Santa Margarida i l'altra de la mare de Déu de Gràcia, que passaren al Museu Episcopal de Vic.